# Lioness: Hidden Treasures
Lioness: Hidden Treasures är ett samlingsalbum av den brittiska artisten Amy Winehouse som släpptes den 2 december 2011 av Island Records. Albumet innehåller outgivna låtar och demos utvalda av Mark Ronson, Salaam Remi samt Winehouses familj, inklusive den första singeln, "Body and Soul", med Tony Bennett. Albumet ges ut med syftet att stödja Amy Winehouse Foundation.

## Låtlista
| Nr  | Titel                                   | Kompositör                                                               | Producent    | Längd |
| --- | --------------------------------------- | ------------------------------------------------------------------------ | ------------ | ----- |
| 1.  | Our Day Will Come                       | Mort Garson, Bob Hilliard                                                | Salaam Remi  | 2:49  |
| 2.  | Between the Cheats                      | Amy Winehouse, Salaam Remi                                               | Salaam Remi  | 3:33  |
| 3.  | Tears Dry (Original Version)            | Winehouse, Nickolas Ashford, Valerie Simpson                             | Salaam Remi  | 4:08  |
| 4.  | Will You Still Love Me Tomorrow? (2011) | Gerry Goffin, Carole King                                                | Mark Ronson  | 4:23  |
| 5.  | Like Smoke (med Nas)                    | Remi, Winehouse, Nasir Jones                                             | Salaam Remi  | 4:38  |
| 6.  | Valerie ('68 Version)                   | Sean Payne, Dave McCabe, Abi Harding, Boyan Chowdhury, Russell Pritchard | Mark Ronson  | 4:00  |
| 7.  | The Girl from Ipanema                   | Norman Gimbel, Antônio Carlos Jobim, Vinicius de Moraes                  | Salaam Remi  | 2:47  |
| 8.  | Half Time                               | Winehouse                                                                | Salaam Remi  | 3:51  |
| 9.  | Wake Up Alone (Original Recording)      | Winehouse, Paul O'Duffy                                                  | Paul O'Duffy | 4:24  |
| 10. | Best Friends, Right?                    | Winehouse                                                                | Salaam Remi  | 2:56  |
| 11. | Body and Soul (duett med Tony Bennett)  | Robert Sour, Frank Eyton, Edward Heyman, John Green                      | Phil Ramone  | 3:19  |
| 12. | A Song for You                          | Leon Russell                                                             | Salaam Remi  | 4:29  |